# Giovanni Battista Riccio
Giovanni Battista Riccio (auch: Rizzo, * um 1570; † 1621) war ein italienischer Komponist, Organist und Violinist des Frühbarock. 

## Leben
Giovanni Battista Riccio war als Musiker in Venedig tätig. An der Scuola di San Giovanni Evangelista erhielt er 1609 die Stelle des Organisten, obschon der Vertrag ihn als Violinisten auswies.  Riccio komponierte drei Bücher mit Instrumental- und Vokalmusik, die in Venedig veröffentlicht wurden. In seinen Werken für Bläser lehnte er sich an den Stil von Giovanni Gabrieli an. 
Riccios heute bekannteste Sammlung ist das Terzo libro delle Divine Lodi mit 36 Vokalwerken und 12 Instrumentalstücken. Die Instrumentalwerke beruhen zumeist auf dem Prinzip der Triosonate, als Instrumente werden Blockflöten, Violinen, Zinken, Fagott oder Dulzian und Generalbass gefordert. Eher selten für die venezianische Tradition seiner Zeit war der Gebrauch von Blockflöten, die er in einer Canzona für zwei Flöten einsetzte, mit dem Titel La Canzone Grimantea con il Tremolo. Die einzelnen Stücke sind häufig venezianischen Komponisten gewidmet, wie beispielsweise Giovanni Picchi, Alessandro Grandi, Giovanni Battista Grillo („La Grileta a 2 Violini in Ecco“ für 2 Violinen und B. c.) oder Giacomo Finetti. Riccios Spätwerke benutzen den Stil der sogenannten Seconda pratica, dessen Verfechter und Namensgeber Claudio Monteverdi war.

## Werke
- Primo libro delle Divine Lodi (Venedig, 2. Ausgabe 1612)
- Il secondo libro delle Divine Lodi (Venedig, 1614)
- Il terzo libro delle Divine Lodi (Venedig, 1620 und 1621)